# Les Bizots
Les Bizots is een gemeente in het Franse departement Saône-et-Loire (regio Bourgogne-Franche-Comté) en telt 423 inwoners (2004). De plaats maakt deel uit van het arrondissement Autun.

## Geografie
De oppervlakte van Les Bizots bedraagt 21,5 km², de bevolkingsdichtheid is 19,7 inwoners per km².
De onderstaande kaart toont de ligging van Les Bizots met de belangrijkste infrastructuur en aangrenzende gemeenten.

## Demografie
Onderstaande figuur toont het verloop van het inwonertal (bron: INSEE-tellingen).